# کالج دیویدسن
کالج دیویدسن (به انگلیسی: Davidson College) یک کالج هنرهای آزاد در آمریکا در ایالات متحده آمریکا است که در کارولینای شمالی واقع شده‌است.